# Новопавлівка (Вознесенський район)
Новопа́влівка —  село в Україні, у Веселинівській селищній громаді Вознесенського району Миколаївської області. Населення становить 157 осіб. До 2016 року орган місцевого самоврядування — Токарівська селищна рада.